# Торбари
Торбари (Marsupialia) су инфракласа сисара која са плаценталним сисарима (Placentalia) чини поткласу виших сисара (Theria). Најважније карактеристике торбара су постојање, код већине врста, пара коштаних наставака на препонама, између којих је разапета кожна дупликатура названа торба (марсупиум), као и то што се младунци торбара рађају непотпуно развијени и што (младунци већине врста) своје постембрионално развиће завршавају у торби. Већина торбара живи у Аустралији, а присутни су и у Америкама.

## Грађа тела
Торбари имају читав низ особина које су типичне за све сисаре као што су крзно које се састоји од длака, три слушне кости, ошит и друге особине. Међутим постоји и низ других анатомских особина, поред начина доношења младунаца на свет, по којима се разликују од виших сисара.

### Лобања и зуби
Грађа њихових лобања има неке посебности. Део лобање у којем је смештен мозак је релативно мали и узак, што се у поређењу с вишим сисарима исте величине тела одражава мањим и једноставније грађеним мозгом. Још једна особеност је непце, које, за разлику од виших сисара, увек има неколико отвора.
И зубало ових животиња се у неким аспектима разликује од плаценталних животиња. Тако сви припадници овог таксона, с јединим изузетком здепаша, имају различит број секутића у горњој и доњој вилици. Рани торбари имали су зубну формулу 5/4-1/1-3/3-4/4, што значи да су у горњој вилици имали пет, а доњој четири секутића, по један очњак, три преткутњака и четири кутњака, дакле, укупно 50 зуба. Код неких таксона задржао се тај првобитни број зуба, док су други, пре свега услед врсте прехране, смањили број зуба. Још и данас торбари у великом броју случајева имају 40 до 50 зуба, дакле битно више од упоредивих плаценталних животиња. При томе имају упадљиво велики број секутића, и до 10, у горњој вилици, као и већи број кутњака од преткутњака. Промена зуба се догађа само с трећим преткутњаком, сви остали зуби већ избијају као трајни.

### Друге телесне посебности
Грађа органа за размножавање код торбара се такође разликује од оног код виших сисара. Торбари имају двоструке полне органе. Тако женке имају две матернице и две вагине, а мужјаци један расцепљени или двоструки пенис.
Торба (Marsupium) постоји код многих, али не и код свих врста ове групе животиња. Неки торбари имају сталну торбу, код других се развија само у раздобљу подизања младунаца, док је неке врсте уопште немају. Код њих се младунци скривају у кожним наборима који су у ствари закржљали остаци торбе, или крзну мајке. Смештај, односно отвор торбе је различит, како би с обзиром на начин живота врсте младунци били заштићени на најбољи могући начин. Тако клокани који се крећу скакањем, имају торбу отворену одозго, према напред, док многе друге врсте које ходају или се пењу имају отвор торбе на доњој страни, отворен према назад. Торбу имају по правилу женке, мада код једне врсте која живи у води (водени опосум (Chironectes minimus)) и мужјаци имају торбу. У њу код пливања и брзог трчања смештају скротум.

### Генерално и конвергенција
Торбари показују велике разлике у грађи тела што показује прилагођавање великом броју различитих животних околина. Тако је црвенкасти големи клокан висок и до 1,80 а тежак око 90 килограма, при чему је значајно мањи и лакши од неких врста изумрлог рода Diprotodon. Најмањи припадници овог подразреда су Planigale, који често досегну дужину тела само до 5 cm, и тежину од 5 грама.
Неке врсте показују запањујућу сличност с вишим сисарима, и заправо су огледни примерци конвергенције. Тако је истребљени тасманијски тигар јако личио на вука, док су многе врсте торбара развиле летне кожице на исти начин како су развијене и код виших сисара, и омогућују им клизање или једрење ваздухом. Неке групе торбара већ својим именом указују на велику сличност са групама виших сисара.

## Развој младунаца
Младунци се рађају у врло раној фази, а онда настављају да се развијају држећи се чврсто за мајчино тело. На пример, женка кенгура рађа младунче после 39 дана трудноће, које затим у торби проводи наредних 250 дана. У тренутку рођења младунче торбара је сићушно, слепо и голуждраво. Његови удови нису потпуно формирани, али оно некако ипак успева да кроз мајчино крзно допузи до брадавица. Неки торбари, укључујући кенгуре и вомбате, имају велике кожне торбе око брадавица. Кенгурова торба је дубока и окренута унапред да мали кенгур не би испао. Вомбати су животиње које се укопавају у земљу, и њихове торбе су окренуте уназад да земља не би упадала у њих. Остали торбари скоро и да немају торбе. Њихови младунци се једноставно чврсто држе сисе све док не одрасту. Ако женка торбара има само једног или два младунца, она може да их носи у торби, или, као коала, на леђима. Мали торбари, као на пример опосум или бандикут, који истовремено рађају по неколико младунаца, морају да их пребаце у гнездо када постану претешки да би их носили са собом.

## Распрострањеност
Већина торбара живи у Аустралији, подручја око Аустралије, и делове Америке. Милионима година, све до доласка људи, Аустралија је била изолована од остатка света. На другим континентима, торбари су углавном губили битку за храну од плаценталних сисара и тако су, са изузетком породице опосума у Америци, изумрли. У Аустралији нису имали супарника међу сисарима и веома су добро напредовали.
У Америци већина живи на подручју јужне, а само неке врсте у средњој Америци. Једина врста која настањује северну Америку је северни опосум, где се као хемерофил раширио великим подручјима САД, па чак и Канаде. Највећи број врста живи у Аустралији и на Новој Гвинеји. Поред тога, живе и у источним деловима Индонезије, источно од Сулавесија и Молука, а западна граница распрострањености им је Воласова линија. Подручје које торбари настањују шири се према истоку до Соломонских острва, али их нема на другим пацифичким острвима, као нити на Новом Зеланду.
Торбари су населили најразличитија станишта. Могу се наћи у шумама, на травњацима, у брдовитим крајевима, а и у пустињама. Међутим, уочљиво је да се, за разлику од виших сисара, једва понека врста прилагодила животу у води. То је успело само врстама водени опосум (Chironectes minimus) и у мањој мери Lutreolina crassicaudata. Развили су пливајуће кожице, а торбе им се водонепропусно затварају. Многе врсте живе на дрвећу и насупротним палцем и репом којим се користе за прихваћање за гране показују врло добру прилагођеност тој врсти околине, док други живе искључиво на тлу.

## Начин живота
Једнако као што су им различите околине у којима живе, торбари се разликују и начином живота, тако да се једва може рећи нешто уопштено што би у том смислу вредело за све. Неке су врсте дневне, друге ноћне животиње, а треће су активне у сумрак, неке су самотњаци, а друге живе у групама. У поређењу с вишим сисарима, мање су социјализовани. Многе врсте су самотњаци или живе у лабавим групама без трајних социјалних структура; групе са комплексно развијеним међусобним односима надређености и подређености су врло ретке.
Значајно су им различите и прехрамбене навике. Постоје искључиви биљождери као што су клокани, здепаши и коале, затим свеждери као што су пацоваши и носати торбари, али и месождери као што су звераши и неке врсте опосума. Након што су изумрли велики месождери, као што су били тасманијски тигар који је изумро недавно и још пре око 50.000 година изумрла породица лавова торбара (Thylacoleonidae), тасманијски ђаво је највећи данас још живући торбар месождер.

## Унутрашња систематика
Раније систематике обухватале су све торбаре у један једини ред, Marsupialia. Савремена истраживања су их поделила у седам редова, који се могу разврстати у два надреда.
- обухватају, с једним изузетком, све торбаре који живе на америчком континенту, и деле се на два реда:

- Пацоваши (Didelphimorphia) који су вероватно најстарија група торбара, унутар које је око 80 врста од којих је род опосума свакако најпознатији и
- Мишолики торбари (Caenolestidae) су једина живућа породица некада облицима врло богатог реда Paucituberculata. Живе у западним деловима јужне Америке, а својом грађом тела и начином живота јако подсећају на ровке.

- се састоји од пет редова од којих један живи на југу јужне Америке, док сви остали настањују подручје Аустралије и њене околине:

- Чилеански торбари (Dromiciops gliroides) с подручја јужних делова јужне Америке је једина рецентна врста реда Microbiotheria, а ближи је сродник аустралијских него америчких торбара;
- Кртице торбари (Notoryctemorphia) имају само две врсте које обликом тела и начином живота јако личе на кртице;
- Звераши (Dasyuromorphia) су претежно месождери. У овај ред спадају, између осталих, тасманијски ђаво, куне торбарке, пругасти мравојед као и изумрли тасманијски тигар;
- Носати торбари (Peramelemorphia) су ред с релативно мало врста које живе на тлу и свеждери су;
-  су група с великим бројем врста различитих облика. У једну групу су окупљени на темељу морфолошких особина зуба и прстију на стопалима, а између осталих, то су клокани, здепаши и коале, као и више породица клизача и становника дрвећа. Ту се убраја и више група изумрлих торбара.

## Класификација торбара
Постоје две основне таксономске гране торбара, које се наводе као надредови: Ameridelphia (амерички торбари) и Australidelphia (аустралијски торбари). Ред Microbiotheria је распрострањен у Јужној Америци, али се сматра блиским аустралијским тробарима.
надред 
ред 
породица 
ред 
породица 
надред 
ред 
породица 
породица 
породица †
ред 
породица 
породица 
породица †
породица 
породица 
породица 
породица 
породица 
породица 
породица 
породица 
породица †
породица 
ред 
породица 
ред 
породица 
ред 
породица †
породица 
породица 
ред †
породица †